# Siergiej Golatkin
Siergiej Aleksiejewicz Golatkin (ros. Сергей Алексеевич Голяткин, ur. 4 maja 1988 w Łuchowicach) – rosyjski piłkarz występujący na pozycji obrońcy.

## Kariera klubowa
W wieku 10 lat rozpoczął treningi w akademii CSKA Moskwa. Początkowo szkolił się grając na pozycji środkowego pomocnika, jednak w wieku 14 lat przekwalifikowano go na obrońcę. W wieku 17 lat, z powodu braku oferty profesjonalnego kontraktu ze strony zarządu CSKA, zdecydował się opuścić klub. Na początku 2006 roku został graczem Rubinu Kazań, trenowanego przez Gurbana Berdiýewa, który umieścił go w drużynie rezerw (Turnir Dublierow RFPL). W marcu 2007 roku włączono go do kadry pierwszego zespołu. 9 czerwca 2007 zadebiutował w Premjer-Lidze w przegranym 0:2 meczu z Tomem Tomsk. W sezonie 2007 zanotował łącznie 6 ligowych spotkań. Z powodu niewielkich szans na regularne występy, na początku 2008 roku wypożyczono go do Witiazia Podolsk, dla którego rozegrał na poziomie Pierwego Diwizjonu 29 meczów i strzelił 1 bramkę. Po powrocie do Rubinu władze klubu nie zaoferowały mu przedłużenia kontraktu.
W lutym 2009 roku Golatkin podpisał trzyletnią umowę z Tomem Tomsk. W sierpniu tego samego roku, po rozegraniu 1 meczu w Premjer-Lidze i 1 spotkania w ramach Pucharu Rosji, został wypożyczony na pół roku do Czernomorca Noworosyjsk, z którym po zakończeniu sezonu 2009 spadł do Wtorogo Diwizjonu. W sierpniu 2010 roku, po tym gdy nie przeszedł testów w Anży Machaczkała, zarząd Tomu wypożyczył go do SKA-Eniergiji Chabarowsk (FNL), która po pół roku zdecydowała się na transfer definitywny. W połowie 2012 roku odbył testy w Hapoelu Tel Awiw oraz następnie w Polonii Warszawa, która podpisała z nim roczny kontrakt. W trakcie gry dla tego klubu występował głównie w drużynie Młodej Ekstraklasy. W seniorskiej Ekstraklasie zaliczył 1 mecz 10 grudnia 2012 w spotkaniu przeciwko Pogoni Szczecin (2:0). Przed rozpoczęciem rundy wiosennej sezonu 2012/13 jego umowę rozwiązano za porozumieniem stron.
W lutym 2013 roku powrócił on do SKA-Eniergiji Chabarowsk, gdzie zanotował 4 występy w sezonie zasadniczym oraz 1 spotkanie w fazie play-off o awans do rosyjskiej ekstraklasy, w której jego zespół uległ FK Rostów. Latem tego samego roku przeniósł się do FK Tiumeń, z którym w sezonie 2013/2014 uzyskał awans do FNL. Łącznie przez dwa sezony rozegrał dla tego klubu 41 spotkań, w których zdobył 2 bramki. W lipcu 2015 roku odbył testy w Kajsarze Kyzyłorda, jednak sztab szkoleniowy nie zdecydował się go zatrudnić. W tym samym miesiącu został zawodnikiem Nieftiechimika Niżniekamsk (PFL), gdzie pozostał przez pół roku. Po odejściu z klubu przez 4 miesiące pozostawał bez pracodawcy. W marcu 2016 roku podpisał kontrakt z Hranitem Mikaszewicze. 7 maja 2016 zadebiutował w Wyszejszajej Lidze w zremisowanym 1:1 meczu z Szachciorem Soligorsk i rozpoczął od tego momentu regularne występy. W przerwie letniej z powodów finansowych Hranit rozwiązał umowy ze wszystkimi zawodnikami. Golatkin wkrótce po tym przeniósł się do FK Słuck, dla którego rozegrał w białoruskiej ekstraklasie 13 spotkań i zdobył 1 gola. Po sezonie 2016 zakończył karierę zawodniczą.

## Kariera reprezentacyjna
W latach 2005–2007 występował w reprezentacji Rosji U-18 oraz U-19. Z kadrą U-19 wziął udział w Mistrzostwach Europy 2007 rozegranych w Austrii. Na turnieju pełnił funkcję kapitana zespołu i rozegrał 2 spotkania w fazie grupowej, po której Rosja odpadła z rywalizacji.